# Damiris Dantas
Damiris Dantas do Amaral (Ferraz de Vasconcelos, 17 de novembro de 1992) é uma jogadora de basquetebol brasileira. Atualmente joga pelo Minnesota Lynx, da WNBA.

## Biografia
Começou a jogar basquete na Escola Estadual Iijima em Ferraz de Vasconcelos e em 2005 passou no clube de Janeth Arcain em Santo André. Depois defendeu as cores do Divino/COC/Jundiaí, antes de seguir para a Espanha, jogando no Celta de Vigo Baloncesto.
Foi escolhida na primeira rodada, 12ª escolha no Draft da WNBA de 2012 pelo Minnesota Lynx.

## Seleção
Na Seleção Brasileira de Basquetebol Feminino, estreou na seleção adulta no mundial de 2010. Em 2011 Damiris foi vice-campeã da Copa América Sub-18 nos Estados Unidos e terceira colocada do Campeonato Mundial Sub-19 no Chile, na qual foi eleita melhor jogadora do torneio. Em torneios adultos, foi campeã da Copa América e bronze no Pan-Americano de Guadalajara.
Em abril de 2012, Damiris foi selecionada no draft para atuar na WNBA, pelo Minnesota Lynx. Após os Jogos Olímpicos de Verão de 2012 em Londres, Damiris jogou o Paulista pelo Ourinhos e o Brasileiro pelo Maranhão Basquete. Em 2013, admitiu que ficará mais um ano no Brasil antes de ir para a WNBA. Após duas temporadas no Americana, vencendo o campeonato de 2014, foi contratada pelo Lynx, onde estreou em 2014.Na temporada seguinte, foi mandada em uma troca para o Atlanta Dream. Damiris não vai jogar a temporada 2016 por ter preferido ficar treinando com a seleção para os Jogos Olímpicos de Verão de 2016.